# Hugo Sonnenkalb
Hugo Sonnenkalb (* 20. Januar 1816 in Leipzig; † 23. Dezember 1887 ebenda) war ein deutscher Mediziner und Professor an der Universität Leipzig.

## Leben
Er war der Sohn eines praktischen Arztes in Leipzig. In seiner Heimatstadt besuchte er die Bürger- und die Thomasschule. An der Universität Leipzig studierte Sonnenkalb ab 1834 Medizin und setzte später sein Studium in Prag, Wien, Paris und Edinburg bis 1841 fort. 1841 promovierte und 1843 habilitierte er sich an der Universität Leipzig. Anschließend wurde er Leibarzt eines russischen Fürsten in Dresden.
1846 wurde Sonnenkalb Privatdozent an der Universität Leipzig. Von 1850 bis 1878 war er als Stadtbezirksarzt in Leipzig tätig. 1851 wurde er zum außerordentlichen Professor für Gerichtsmedizin an der Medizinischen Fakultät der Universität Leipzig ernannt.
Aus seiner Ehe mit Friederike Wilhelmine, geborene Braunold (1826–1894), ging u. a. am 28. November 1846 eine Tochter hervor.
Am 20. Juli 1864 (Matrikel-Nr. 2016) wurde er mit dem Beinamen Aretaeus IX. zum Mitglied der Leopoldina gewählt.
Hugo Sonnenkalb und Angehörige wurden in der VII. Abteilung des Neuen Johannisfriedhofs beerdigt.
Seine Schwiegersöhne waren Adolf von Walther und Walter Petsch.

## Schriften (Auswahl)
- Die medicinische Facultät zu Paris. Ein Sendschreiben an die medicinische Facultät zu Leipzig Leipzig, 1844.
- Der Straßenstaub in Leipzig. Ein medicinal-polizeiliche Skizze, Leipzig, 1862.
- Anilin und Anilinfarben in toxikologischer und medicinisch-polizeilicher Beziehung, Leipzig, 1844.
- Die Geschichte der Pocken in der Stadt Leipzig. Ein Beitrag zur Epidemiologie, Leipzig, 1874.

## Ehrungen
- Ritter der Deutschen Kriegs-Denkmünze von 1870/1871
- Geheimer Medizinalrat, 1870
- Ritter des Kaiserlich Königlichen Österreichischen Ordens der Eisernen Krone 3. Klasse
- Ritter des Königlich Preußischen roten Adlerordens 3. Klasse
- Ritter des Königlich Sächsischen Verdienstordens